# La caída de Berlín
La caída de Berlín (en ruso: Падение Берлина) es una película de guerra soviética de 1950 y un ejemplo del realismo socialista en el cine. Está dividida en dos partes, dirigida por Mijeil Chiaureli, producida por el estudio Mosfilm, el guion es de Piotr Pavlenko y la música de Dmitri Shostakóvich. Está protagonizada por Mijeil Gelovani como Stalin.
Esta película retrata la Segunda Guerra Mundial como una victoria personal de Stalin, idealizando al dirigente soviético y exagerando su papel en los acontecimientos. Está considerada una de las representaciones más importantes del culto a la personalidad de Stalin. La exageración alcanza su clímax en los seis últimos minutos del film, cuando Stalin (quien, en realidad, jamás había pisado Berlín) desciende del avión que lo trae de Moscú a Berlín para dirigirse con un discurso patriótico a una enfervorizada muchedumbre que no sólo porta banderas rojas soviéticas sino también la estadounidense, la británica, la checa y otras.

## Argumento

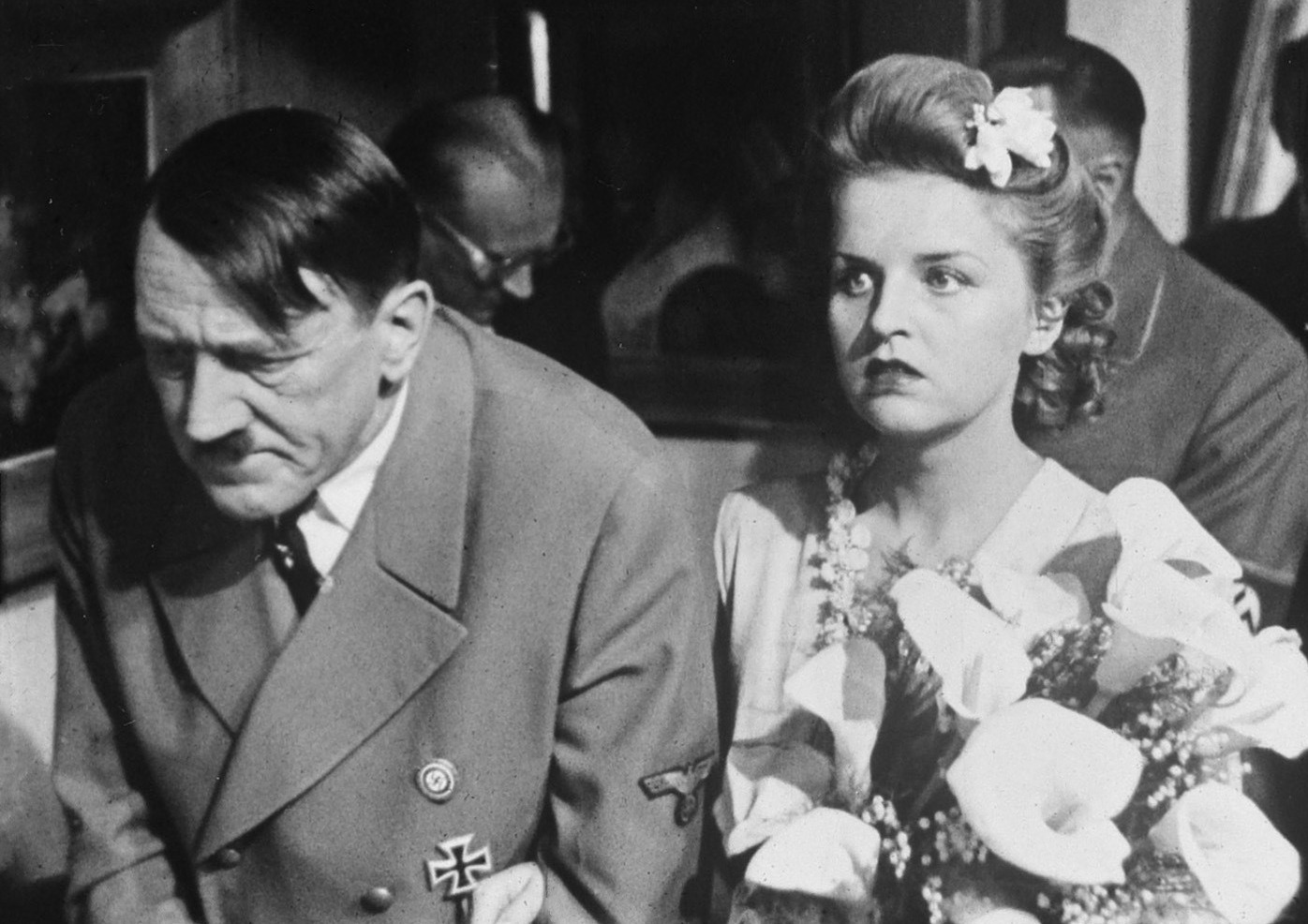
Vladímir Savéliev y Marie Nováková como Adolf Hitler y Eva Braun

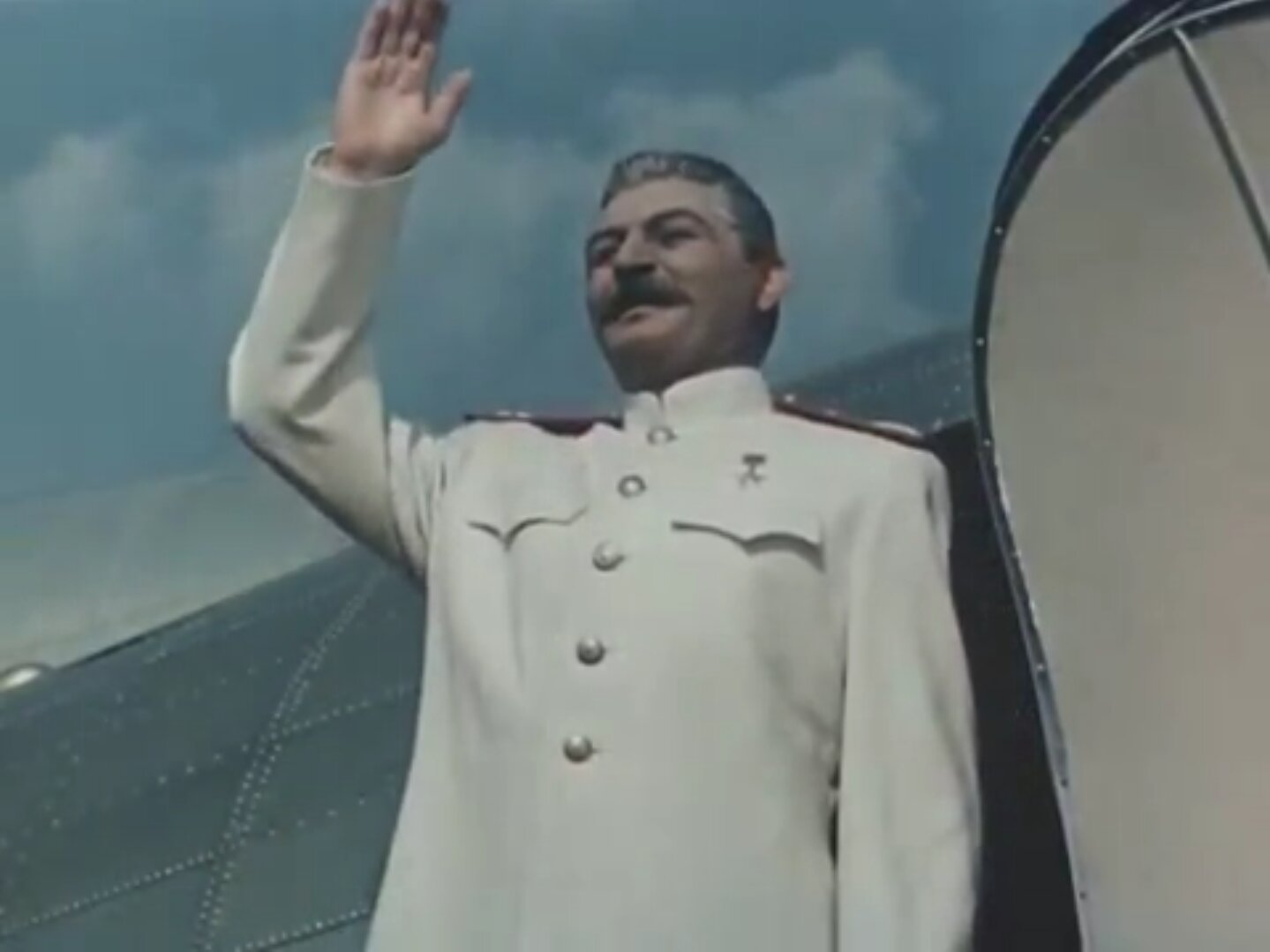
Stalin aterriza en Berlín.

### Parte 1
Alekséi Ivanov, un trabajador de una fábrica de acero que supera su cuota de producción, es escogido para recibir la Orden de Lenin y para tener una entrevista personal con Iósif Stalin. Alekséi cae enamorado de la idealista Natasha, pero tiene dificultades para expresar sus sentimientos. Cuando conoce a Stalin, el dirigente le ayuda a entender sus emociones y le dice que recite una poesía a la mujer. Después de regresar de Moscú, Alekséi confiesa su amor a Natasha mientras su ciudad está siendo atacada por los nazis alemanes, que invaden la Unión Soviética.

### Parte 2
Stalin pregunta a sus generales quién tomará Berlín, ellos o los Aliados Occidentales. Los generales contestan que  capturarán la ciudad. Los avances del Ejército Rojo hacia Berlín son imparables, mientras Hitler tiene un ataque nervioso y reclama que sus soldados luchen hasta el final. Natasha está presa en un campo de concentración, pero la unidad de Alekséi libera a los prisioneros antes de que los maten. Natasha se desmaya y él no la encuentra. Hitler ordena inundar las estaciones de metro para matar así a miles de civiles. 
Hitler se casa con Eva Braun y juntos se suicidan. El general Hans Krebs suplica un alto el fuego. Stalin ordena aceptar sólo una rendición incondicional. Alekséi es escogido para llevar la bandera de la victoria, al lado de Mijaíl Yegórov y Melitón Kantaria. Tras la rendición de los alemanes, Stalin aterriza en Berlín, y es saludado por una multitud entusiasta de pueblos de "todas las naciones". Stalin pronuncia un discurso en el que pide la paz mundial. Entre la multitud, Alekséi y Natasha se reconocen y se reúnen de nuevo. Stalin les acaba deseando paz y felicidad.

## Reparto
- Mijeil Gelovani como Iósif Stalin.
- Borís Andréiev como Alekséi Ivanov.
- Marina Kovaliova como Natasha Rumyántseva.
- Alekséi Gríbov como Kliment Voroshílov.
- Nikolái Bogoliúbov como Jmelnitski.
- Tamara Nósova como Katia.
- Rubén Símonov como Anastás Mikoyán.
- Borís Livánov como Mariscal Konstantín Rokossovski.
- Andréi Abrikósov como General Alekséi Antónov.
- Jan Werich como Hermann Göring.
- Verikó Anjaparidze como la madre de Hans.
- Gueorgui Tatishvili como Melitón Kantaria.
- Dmitri Dúbov como Mijaíl Yegórov.
- Fiódor Blasévich como Mariscal Gueorgui Zhúkov.
- Nikolái Ryzhov como Lázar Kaganóvich.
- Gavriil Belov como Mijaíl Kalinin.
- Maxim Strauch  como Viacheslav Mólotov.
- Konstantín Bartashévich como el General Vasili Sokolovski.
- Serguéi Blínnikov como Mariscal Iván Kónev.
- Vladímir Liubímov como Mariscal Aleksandr Vasilevski.
- Borís Tenin como el General Vasili Chuikov.
- Víktor Stanitsyn como Winston Churchill.
- Oleg Frélij como Franklin Delano Roosevelt.
- Leonid Pirogov como James F. Byrnes
- Vladímir Savéliev como Adolf Hitler.
- Vladímir Kenigson como el General Hans Krebs.
- Nikolái Plótnikov como el Mariscal de campo Walther von Brauchitsch.
- Vladímir Pokrovski como el General Alfred Jodl.
- A. Poryakov como el General Vasili Kuznetsov.
- Mijaíl Sidorkin como el General Serguéi Shtemenko.
- Marie Nováková como Eva Braun.
- N. Petrunkin como Joseph Goebbels.
- V. Renin como Field Marshal Gerd von Rundstedt.
- K. Gomola como Heinz Linge.
- A. Urazalíev como Yusuf.
- K. Roden como Charles Bedstone.
- Iván Soloviov como Johnson.
- Yuri Tymoshenko como Záichenko.
- Yevguenia Mélnikova como Lidia Nikoláievna, la secretaria.
- Dmitri Pávlov como Tomashévich.
- Sofia Giatsíntova como la madre de Alekséi.
- Willi Narloch como  el policía de las SS capturado por Alekséi.

## Producción
El culto a la personalidad de Stalin fue marginal durante la guerra. Su persona solo apareció en dos películas, pero tras la victoria de 1945, su culto se hizo más grande que nunca y fue bendecido como el arquitecto de la derrota de Alemania.

### Idea
Mijeil Chiaureli, el director favorito de Stalin, y el escritor Piotr Pavlenko fueron elegidos por el ministro de Cinematografía de la URSS. Iván Bolshakov los instruyó a ambos para empezar La caída de Berlín poco después de estrenar El Juramento en julio de 1946. La película fue concebida como regalo del estudio a Stalin por su 70º cumpleaños. La caída de Berlín estuvo a punto de ser parte de un ciclo de diez películas que se denominarían los diez Golpes de Stalin, pero el proyecto nunca llegó a ser terminado.

### Desarrollo
Stalin tomó un interés entusiasta en el desarrollo de La caída de Berlín. El propio Stalin intervino en el guion y dispuso eliminar una escena donde un civil alemán persuade a un familiar suyo para huir ante el avance del Ejército Rojo, en tanto Stalin rechazaba mostrar la imagen de civiles asustados por el avance soviético. Este filme fue el primer largometraje cuyo tema fue la Batalla de Berlín.
Edvard Radzinsky escribe cómo el escritor Pavlenko le contó al padre de Radzinsky un comentario recibido de Lavrenti Beria: que el propio Beria dijo a Chiaureli cómo El Juramento era una "película sublime", cuyo objetivo era identificar a Stalin con Jesús de Nazaret y a Lenin con Juan el Bautista. Radzinsky añade que La caída de Berlín acaba "con una apoteosis: Stalin llega por avión... vestido de blanco como un ángel que desciende de las nubes, se revela como el Mesías". El historiador ruso Aleksandr Prójorov consideró que la película estuvo influida por filmes de la propaganda del nazismo.

### Rodaje
Chiaureli trajo 10.000 extras soviéticos a Berlín para la filmación, y también contrató a muchos residentes de la propia ciudad para rodar la secuencia del túnel. No fue capaz de rodar en el Edificio del Reichstag, pues éste se encontraba en la Zona británica de Berlín Oeste, y subsanó esto principalmente utilizando los estudios Babelsberg. Aun así, la mayoría de los episodios en la capital alemana fueron filmados en ciudades en ruinas de las Repúblicas bálticas recién reocupados por la URSS. Además, un modelo a escala de Berlín, de un kilómetro cuadrado, fue construido en los estudios Mosfilm. Esta miniatura era para crear algunas escenas de combate urbanas al final de la "Parte II".
El Ejército Soviético prestó para este filme cinco divisiones, formaciones de artillería de apoyo, tanques, aeronaves militares e inclusive 45 tanques alemanes capturados para recrear las batallas. Durante la filmación, se consumieron 1,5 millones de litros de combustible. La caída de Berlín fue una de las primeras películas en color que se hicieron en la Unión Soviética, para lo cual los productores utilizaron Agfacolor, tomado del estudio UFA en Neubabelsberg.

## Recepción
La reacción del público a la película fue monitorizada por el gobierno soviético. En un memorándum a Mijaíl Súslov del 11 de marzo de 1950, dos funcionarios del Partido Comunista de la Unión Soviética informaron de que algunos periódicos recibieron cartas de espectadores del filme criticando varios aspectos de la trama. El coronel Yevgueni Chernonog, un veterano de la guerra, vio La caída de Berlín mientras estaba ebrio y comentó, refiriéndose a la aparición de Stalin en Berlín: "¿Y de dónde vino ese ángel? No lo vimos allí." Por este comentario el coronel Chernonog fue arrestado y condenado a ocho años en el Gulag.
El crítico francés Georges Sadoul escribió en Les Lettres françaises: "En la URSS, las películas han devenido en un medio para extender la ideología". En Francia tuvo 815.116 espectadores.

### Análisis crítico
El historiador Nikolas Hüllbusch vio La caída de Berlín como representación del fortalecimiento del poder político personalizado de Stalin, destacando que a lo largo de la cinta la figura histórica de Lenin no tiene impacto alguno en la trama, por lo cual Stalin no se presenta como "sucesor" del fundador estatal, sino que la legitimidad de Stalin está basada en su liderazgo de la URSS durante la guerra.
Denise Youngblood escribió que La caída de Berlín elevó a Stalin a un estado nuevo: "el dios Stalin". Richard Taylor señaló que se presenta a Stalin como el único responsable de la victoria sobre la Alemania nazi. La calma de Stalin está bastante acentuada en el filme, contrastándola con la rabia de Hitler o a la simpleza del general Zhúkov, quién después de la guerra fue destinado por Stalin a puestos de bajo nivel. De hecho, en la secuencia final de la película, Stalin estrecha la mano a los generales Chuikov, Kónev y Rokossovski, mientras Zhúkov -jefe máximo del Primer Frente Bielorruso que inició el ataque sobre Berlín- ni siquiera está presente durante el saludo. Slavoj Žižek apunta que Stalin desempeña en el film el papel de mago y casamentero (magician and matchmaker) consiguiendo reunir finalmente a los protagonistas Alekséi y Natasha.

## Desestalinización
El 25 de febrero de 1956, Nikita Jrushchov pronunció un famoso discurso condenando el culto a la personalidad de Stalin ante el XX Congreso del Partido Comunista de la Unión Soviética. En medio del mismo, mencionó a La caída de Berlín señalando que en la película "el único artista es Stalin, él es quien dicta todas las órdenes desde un salón en el que pueden verse muchos sillones vacíos... ¿Dónde está el alto mando militar? ¿Dónde está el Buró político? ¿Dónde se encuentra el Gobierno?... Stalin actua en nombre de todos, no reconoce a nadie más, a nadie pide consejo. Todas estas cosas han sido mostradas a la nación desde un punto de vista falso".

### Restauración
En 1991, después de la disolución de la Unión Soviética, el filme La caída de Berlín tuvo su primera proyección pública después de treinta y cinco años, durante el 48.ª edición del Festival Internacional de Cine de Venecia.
En 1993, el cineasta serbio Dušan Makavejev incluyó imágenes del film en su película El gorila se baña a mediodía.
En 2003, la película fue restaurada por una compañía de Toulouse, en una calidad relativamente pobre.